# フランク・ロボス
フランク・ロナルド・ロボス・アクーニャ（Frank Ronald Lobos Acuña, 1976年9月25日-）は、チリ・サンティアゴ出身の元サッカー選手。水戸ホーリーホック在籍時の登録名はフランク。

## 経歴
1993 FIFA U-17世界選手権で中心選手として3位入賞へ貢献したことから、チリ国内で一躍人気者になったフランクは、翌1994年にビニャ・デル・マール音楽祭で審査員を務めたり、テレビドラマに本人役で特別出演した。
CSDコロコロでは、クラブは1996, 1997後期, 1998と次々タイトルを獲得するもレギュラーになることは出来なかった。
2003年4月から8月まで、同胞のパンチョと共に水戸ホーリーホックに在籍した。2006年にデポルテス・コンセプシオンへ復帰するもクラブは財政的な理由からトップリーグ参加出来ず、1月に古巣のCSDコロコロに復帰。2月にはブラジルの名門CRヴァスコ・ダ・ガマへ同胞のクラウディオ・サリナスと移籍するも、出場しないまま3月に2人そろって解雇され、フランクの方は引退した。
2006年10月20日、収賄事件に関わったとして、監督を始めエージェントなどプロサッカーに関する全ての活動を10年間禁止になった。その後、国家憲兵のサッカースクールで指導している。また、2011年・2012年とリアリティ番組に出演している。

## 代表歴
U-17代表として1993 FIFA U-17世界選手権3位入賞, U-20代表で1995 FIFAワールドユース選手権にも出場、共に10番を背負い全試合出場した。また、U-20W杯では水戸で同僚となるパンチョも出場していた。

## プライベート
3児の父親。14歳になる息子もサッカー選手で、U-14パレスチナ代表でプレーしている。

## 所属クラブ
- CSDコロコロ 1994-1998
- デポルテス・ラ・セレナ 1999
- エベルトン・デ・ビニャ・デル・マール 2000
- デポルテス・コンセプシオン 2001
- ラシン・フェロル 2001-2002
- 水戸ホーリーホック 2003.4-2003.8
- デポルテス・プエルトモント 2005
- デポルテス・コンセプシオン 2006
- CRヴァスコ・ダ・ガマ 2006

## 個人成績
| 国内大会個人成績 | 国内大会個人成績 | 国内大会個人成績 | 国内大会個人成績 | 国内大会個人成績 | 国内大会個人成績 | 国内大会個人成績 | 国内大会個人成績 | 国内大会個人成績 | 国内大会個人成績 | 国内大会個人成績 | 国内大会個人成績 |
| 年度             | クラブ           | 背番号           | リーグ           | リーグ戦         | リーグ戦         | リーグ杯         | リーグ杯         | オープン杯       | オープン杯       | 期間通算         | 期間通算         |
| 年度             | クラブ           | 背番号           | リーグ           | 出場             | 得点             | 出場             | 得点             | 出場             | 得点             | 出場             | 得点             |
| 日本             | 日本             | 日本             | 日本             | リーグ戦         | リーグ戦         | リーグ杯         | リーグ杯         | 天皇杯           | 天皇杯           | 期間通算         | 期間通算         |
| ---------------- | ---------------- | ---------------- | ---------------- | ---------------- | ---------------- | ---------------- | ---------------- | ---------------- | ---------------- | ---------------- | ---------------- |
| 2003             | 水戸             | 30               | J2               | 16               | 1                | -                | -                |                  |                  |                  |                  |
| 通算             | 日本             | 日本             | J2               | 16               | 1                | -                | -                |                  |                  |                  |                  |
| 総通算           | 総通算           | 総通算           | 総通算           | 16               | 1                | 0                | 0                |                  |                  |                  |                  |